# Wielbark
Wielbark (Willenberg fino al 1945) è un comune rurale polacco del distretto di Szczytno, nel voivodato della Varmia-Masuria.
Ricopre una superficie di 347,89 km² e nel 2006 contava 6 760 abitanti.
Wielbark, a causa della vicinanza con alcuni siti archeologici, ha dato il nome alla Cultura di Wielbark, una popolazione germanica della prima metà del I secolo.
Comunità urbane e rurali:
| Nome polacco                                 | Nome tedesco                              | Nome polacco      | Nome tedesco                                    | Nome polacco   | Nome tedesco                            |
| -------------------------------------------- | ----------------------------------------- | ----------------- | ----------------------------------------------- | -------------- | --------------------------------------- |
| Baranowo                                     | Baranowen 1938-45 Neufließ                | Lejkowo           | Röblau                                          | Sędrowo        | Sendrowen 1938-45 Treudorf              |
| Borki Wielbarskie                            | Borken bei Willenberg 1938-45 Borkenheide | Lesiny Małe       | Klein Leschienen                                | Stachy         | Waldpusch                               |
| Ciemna Dąbrowa                               | Finsterdamerau                            | Lesiny Wielkie    | Groß Leschienen                                 | Szymanki       | Klein Schiemanen                        |
| Głuch                                        | Gluch 1938-45 Glauch                      | Łysak             | Lysack 1933-45 Kahlfelde                        | Wesołówko      | Fröhlichswalde                          |
| Jakubowy Borek                               | Jakobswalde                               | Maliniak          | Neu Werder                                      | Wesołowo       | Wessolowen 1938-45 Fröhlichshof         |
| Jankowo                                      | Jankowen 1938-45 Wildenort                | Nowojowiec        | Nowojowitz 1934-45 Neuenwalde                   | Wyżegi         | Wyseggen 1938-45 Grünlanden             |
| Jesionowiec                                  | Jeschonowitz 1930-45 Eschenwalde          | Olędry            | Wagenfeld                                       | Zabiele        | Sabiellen 1938-45 Hellengrund           |
| Kipary                                       | Kiparren 1938-45 Wacholderau              | Ostrowy           | Alt Werder                                      | Zapadki        | Schrötersau                             |
| Kołodziejowy Grąd fino al 1992 Kołodziejgrąd | Kollodzeygrund 1933-45 Radegrund          | Piwnice Wielkie   | Groß Piwnitz 1938-45 Großalbrechtsort           | Zieleniec      | Radzienen 1938-45 Hügelwalde            |
| Kucbork                                      | Kutzburg                                  | Przeździęk Mały   | Klein Dankheim Klein Przesdzienk prima del 1900 | Zieleniec Mały | Klein Radzienen 1938-45 Kleinhügelwalde |
| Łatana Mała                                  | Klein Lattana 1938-45 Kleinheidenau       | Przeździęk Wielki | Groß Dankheim Groß Przesdzienk prima del 1900   |                |                                         |
| Łatana Wielka                                | Groß Lattana 1938-45 Großheidenau         | Róklas            | Rocklaß 1938-45 Eckwald                         |                |                                         |